# Фантастический круглопалый геккон
Фантастический круглопалый геккон (Sphaerodactylus fantasticus) — вид рода Sphaerodactylus семейства гекконы (Gekkonidae). Обитает на Карибских островах.

## Подвиды

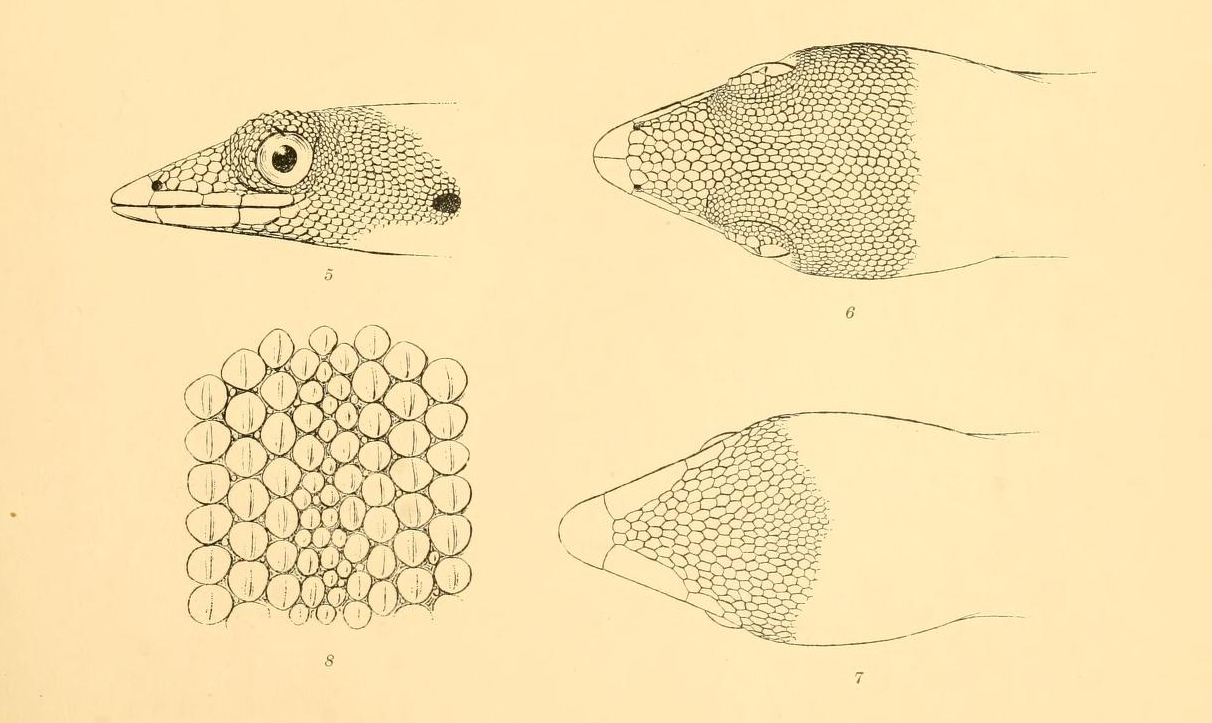
Строение головы S. fantasticus. Иллюстрация образца с Гваделупы (1921).

Описано 9 подвидов S. fantasticus, которые занимают определённые ареалы и имеют вариации в окраске и других морфологических характеристик. Например, S. f. fuga встречается только на западном берегу Доминики, но генетически близка к популяции на Гваделупе, что предполагает недавнюю колонизацию Доминики (Malhotra and Thorpe 1999; Thorpe et al. 2008).
- Sphaerodactylus fantasticus tartaropylorus Thomas, 1964
- Sphaerodactylus fantasticus phyzacinus Thomas, 1964
- Sphaerodactylus fantasticus anidrotus Thomas, 1964
- Sphaerodactylus fantasticus fuga Thomas, 1964
- Sphaerodactylus fantasticus hippomanes Thomas, 1964
- Sphaerodactylus fantasticus karukera Thomas, 1964
- Sphaerodactylus fantasticus ligniservulus King, 1962
- Sphaerodactylus fantasticus orescius Thomas, 1964
- Sphaerodactylus fantasticus fantasticus Duméril & Bibron, 1836

## Распространение
Sphaerodactylus fantasticus обитает на Малых Антильских островах: Доминика, Монтсеррат, на архипелаге Гваделупа, Мари-Галант, Дезирад, Венесуэльский архипелаг.